# کشته شدن امیرجواد اسعدزاده
امیرجواد اسعدزاده جوانی بود که در جریان خیزش ۱۴۰۱ ایران در روز ۲۸ آبان ۱۴۰۱ در مشهد بهنگام شعارنویسی در بلوار پیروزی توسط افراد لباس شخصی و بسیجی ربوده شد. بر اساس اظهارات شاهدان عینی و کسبه محل، افراد لباس شخصی ابتدا او را به مسجد در حال ساخت امیرالمؤمنین در تقاطع خیابان پیروزی ۴۵ برده و با ضربات باتوم و شوکر الکتریکی به سر و نقاط حساس او را شکنجه و مورد ضرب و شتم قرار می‌دهند.
فیلم دوربین مدار بسته همسایه مسجد خودروی تیبای سفید رنگی را نشان می‌دهد. بنابر گفته همسایگان این خودرو همیشه جلوی درب یا در حیاط مسجد پارک هست و موید این مطلب است افراد رباینده از اعضای بسیج همان مسجد هستند.
سپس جسم نیمه جان وی را به کلانتری هفت تیر برده که متأسفانه در کلانتری فوت می‌کند. مامورای کلانتری دستور می‌گیرند که بدن بی جان امیر جواد را به بیمارستان جوادالائمه منتقل کنند تا وانمود کنند که او در بیمارستان جان باخته‌است.
پزشک و پرستار بیمارستان با دیدن جسد بی جان امیرجواد که علائم حیاتی نداشته حاضر به همکاری با مأمورین نمی‌شوند. مأمورین پس از آن اقدام به جمع‌آوری‌دوربین های‌بیمارستان‌می‌کنند و به زور ورود امیرجواد را به بیمارستان ثبت می‌کنند وپس از آن جسد او را از بیمارستان خارج کرده‌اند. همان‌طور که در خبر رسانی‌ها منتشر شد، جسد امیر را در ابتدا به خانواده تحویل نداده بودند و پس از آن‌محل دفن او به‌صورت ناگهانی در روز تشییع جنازه تغییر کردو به محلی که تمامی کشته شدگان اعتراضات اخیر در مشهد را وادار به دفن‌در آن‌محل (بهشت رضا) می‌کنند، منتقل شد.

## خاکسپاری
پیکر وی در دوم آذر ۱۴۰۱ در بهشت رضا مشهد با تدابیر شدید امنیتی به خاک سپرده شد و معترضان در مراسم تدفین او شعارهای «این گل پرپر شده، هدیه به میهن شده» و «هر یه نفر کشته شه، هزار نفر پشتشه» دادند که با حمله نیروهای امنیتی، متفرق شدند. تعداد نیروهای لباس شخصی و بسیجی در این مراسم بسیار بالا بود.